# Tetrastigma retinervium
Tetrastigma retinervium är en vinväxtart som beskrevs av Jules Émile Planchon. Tetrastigma retinervium ingår i släktet Tetrastigma och familjen vinväxter. Utöver nominatformen finns också underarten T. r. pubescens.